# Москаленко, Каринна Акоповна
Кари́нна Ако́повна Москале́нко (род. 9 февраля 1954, Баку) — российский адвокат, президент Международной ассоциации российских адвокатов (фр. Association Internationale d'Avocats Russes) со штаб-квартирой в Страсбурге.

## Семья
Каринна Москаленко ― армянка по национальности. Родилась в семье военнослужащего Акопа Степановича Дадаяна (1923—1991). Отец служил в ракетных войсках, генерал-майор (1967), командовал 40-й ракетной дивизией в Псковской области (где его дочь окончила среднюю школу), затем работал в центральном аппарате Министерства обороны.
Мать — Нина Александровна Багдасарова (1923—1998), врач.
Супруг — Князев Евгений Михайлович (1953 г. рожд.).
Дочь — Ильина Виктория Евгеньевна (1975 г. рожд.), юрист.
Сын — Князев Родион Евгеньевич (1991 г. рожд.), студент РГГУ,
Дочь — Князева Анастасия Евгеньевна (2005 г. рожд.), учащаяся школы,
Сын — Князев Григорий Евгеньевич (2006 г. рожд.), учащийся школы.

## Образование
Окончила юридический факультет Ленинградского государственного университета (1976), ученица профессора Полины Соломоновны Элькинд, которая, по воспоминаниям Москаленко, «давала студентам представление о состязательности судебного процесса, о презумпции невиновности» и рекомендовала ей после окончания учёбы заняться адвокатской практикой.
В 1994 году Каринна Москаленко окончила курс европейского права в Бирмингемском университете (Великобритания). Также проходила стажировки в организациях, реализующих программы по защите прав человека (Лондонский центр по защите индивидуальных прав в Европе, Эссекский университет, Канадский фонд по правам человека, Датский центр по правам человека и др.).

## Адвокатская деятельность
С 1 сентября 1977 года — стажёр (у адвоката Бориса Ефимовича Змойро), затем адвокат Московской городской коллегии адвокатов (с 2002 — Адвокатской палаты города Москвы). Специализация — уголовный процесс, международное публичное право (в том числе международная защита прав человека). Участвовала в телевизионных программах «Суд идёт» (на телеканале «Россия»), «Слушается дело» (на телеканале ТВ Центр).
В 1990-е годы Каринна Москаленко вела сложное дело пятерых лётчиков — жителей Латвии, русских по национальности — которые были обвинены в участии в войне против Индии. Лётчики были наняты коммерческой структурой для перевозки груза, который оказался оружием, предназначенным для одной из вооружённых антиправительственных групп. В результате оружие было сброшено над джунглями, представители коммерческой структуры скрылись, а лётчики оказались в тюрьме, причем им угрожала смертная казнь. Каринна Москаленко вошла в состав международного комитета гуманитарной помощи, который оказывал помощь обвиняемым по этому делу, представляла их интересы как адвокат. Летом 2000 года, спустя 4,5 года после ареста, лётчики были освобождены.

### Защита прав человека
В 1994 году основала и возглавила Центр содействия международной защите — общественную правозащитную организацию, объединяющую профессиональных адвокатов, которая использует международные механизмы защиты прав человека. В 1997 году в числе трёх российских правозащитников была приглашена в Страсбург на сессию Международной комиссии юристов (МКЮ). В 1999 году Центру содействия международной защиты был присвоен статус российского отделения МКЮ. С 2002 года Каринна Москаленко — долгосрочный эксперт программы ТАСИС Европейского союза. С 2003 года — комиссионер Международной комиссии юристов.
В 2000 году Комитет по правам человека ООН принял первое решение по существу жалобы о нарушении прав человека, по которому удовлетворялись требования заявителя, представителем интересов которого являлся Центр содействия международной защите.
В 2001 году Каринна Москаленко стала первым российским адвокатом, выступившем в Европейском суде по правам человека (ЕСПЧ) в Страсбурге на первом публичном слушании дела гражданина России в этом суде (дело «Калашников против России»). По этому делу суд принял несколько важных решений — о том, что срок содержания в предварительном заключении (4 года) чрезмерен, что такая длительность разбирательства уголовного дела неразумна, а условия содержания под стражей в следственном изоляторе бесчеловечны и унижают достоинство человека. При этом отсутствие достаточных денежных средств для создания более достойных условий не было признано основанием для отклонения жалобы.
Газета The Times 20 июня 2007 года так характеризовала деятельность Каринны Москаленко:

Она завоевала превосходную репутацию своими победами над российским государством в Европейском суде по правам человека в Страсбурге. Вместе со своей командой из Центра содействия международной защите она выиграла 27 дел, и ещё более 100 заявлений в настоящее время находятся на рассмотрении.

Член Российского комитета адвокатов в защиту прав человека (1993), Экспертного совета при Уполномоченном по правам человека в Российской Федерации (1999), Московской Хельсинкской группы (1999). Удостоена Почётного знака Уполномоченного по правам человека в Российской Федерации «За защиту прав человека» (1999), высшей юридической премии «Фемида-2000». Лауреат премии признания Международной Хельсинкской федерации за 2006 (в наградной грамоте сказано, что Каринна Москаленко является одним из выдающихся адвокатов-правозащитников в мире, оказавшим помощь множеству российских жертв в борьбе за их права в суде). Автор ряда работ, посвященных защите прав человека с использованием международных правовых механизмов, в том числе книги «Международная защита» (2001).

### Дело Ходорковского
Каринна Москаленко — один из адвокатов Михаила Ходорковского, была приглашена для представительства его интересов на международном уровне, в частности, в Европейском суде по правам человека. В заявлении членов Московской Хельсинкской группы от 9 июня 2007 года приводятся факты преследований Каринны Москаленко, предпринимавшихся государственными органами в период работы по этому делу:

В частности, это и попытка лишить К. Москаленко адвокатского статуса, не увенчавшаяся успехом ранее, и ходатайства перед Европейским судом по правам человека об отстранении её от представительства интересов заявителей в Европейском суде, и налоговые проверки Центра содействия международной защите с целью деморализации его деятельности и создания угрозы его закрытия, которые не завершены до сих пор… К. Москаленко неоднократно подвергалась критике со стороны российских властей и проправительственно настроенных структур, в связи с тем, что её деятельность, направленная на содействие российским гражданам в обращении в международные инстанции, якобы подрывает престиж России на международной арене.

Впервые вопрос о соответствии Каринны Москаленко её адвокатскому статусу был поднят Генеральной прокуратурой 23 сентября 2005, когда адвокаты Михаила Ходорковского были обвинены во «вступлении в сговор с целью срыва процесса» (они по согласованию со своим подзащитным не явились в Московский городской суд на рассмотрение кассации). Однако Министерство юстиции не нашло нарушений в действиях Москаленко.
В 2007 году Генеральная прокуратура инициировала дело о лишении Каринны Москаленко адвокатского статуса, считая, что адвокат нарушает право Ходорковского на защиту. 21 июня 2007 года совет Адвокатской палаты города Москвы принял решение прекратить дисциплинарное производство в её отношении по этому делу. Решение совета носит окончательный характер.

## Награды
- 1999 — Премия уполномоченного по правам человека в РФ «За права человека»
- 2000 — Высшая юридическая Премия Фемида, Орден «За верность адвокатскому долгу»
- 2006 — Почётная грамота Президиума Московской городской коллегии адвокатов
- 2006 — Премия признания Международной Хельсинкской Федерации
- 2008 — Премия Бреннана, Университет Нью-Джерси, США
- 2010 — Звание почётного доктора права университета Southern Methodist University (США, штат Техас. Даллас)
- 2010 — Международная правозащитная премия имени Людовика Трарье.

## Попытка отравления
В октябре 2008 года в автомобиле К. Москаленко была обнаружена ртуть после того, как она пожаловалась на недомогание. Полиция Страсбурга, где произошел инцидент, вела расследование.
22 октября того же года полиции удалось обнаружить бывшего владельца автомобиля, который показал под присягой, что незадолго до продажи машины Москаленко случайно разбил в салоне ртутный барометр. За неделю, прошедшую между сообщением о ртути в машине Москаленко, и сообщением полиции о её происхождении, с версией об отравлении по приказу Путина успел отметиться целый ряд публицистов и газет.

## Увлечение театром
В течение девяти лет, наряду с работой в адвокатуре, выступала в театре-студии «На Лесной», играла роли в спектаклях по пьесам «Странная миссис Сэвидж» Дж. Патрика, «Колокола» Г. Мамлина, «Точка зрения» В. Шукшина, в водевиле «К барьеру, сударь мой» и др.

## Интервью
- Каринна Москаленко и Лев Шлосберг: «Право на суд» / Люди мира // ГражданинЪ TV. 17 января 2024.